# Trédion
Trédion is een gemeente in het Franse departement Morbihan (regio Bretagne). De plaats maakt deel uit van het arrondissement Vannes. De gemeente telde 1.369 inwoners op 1 januari 2022.

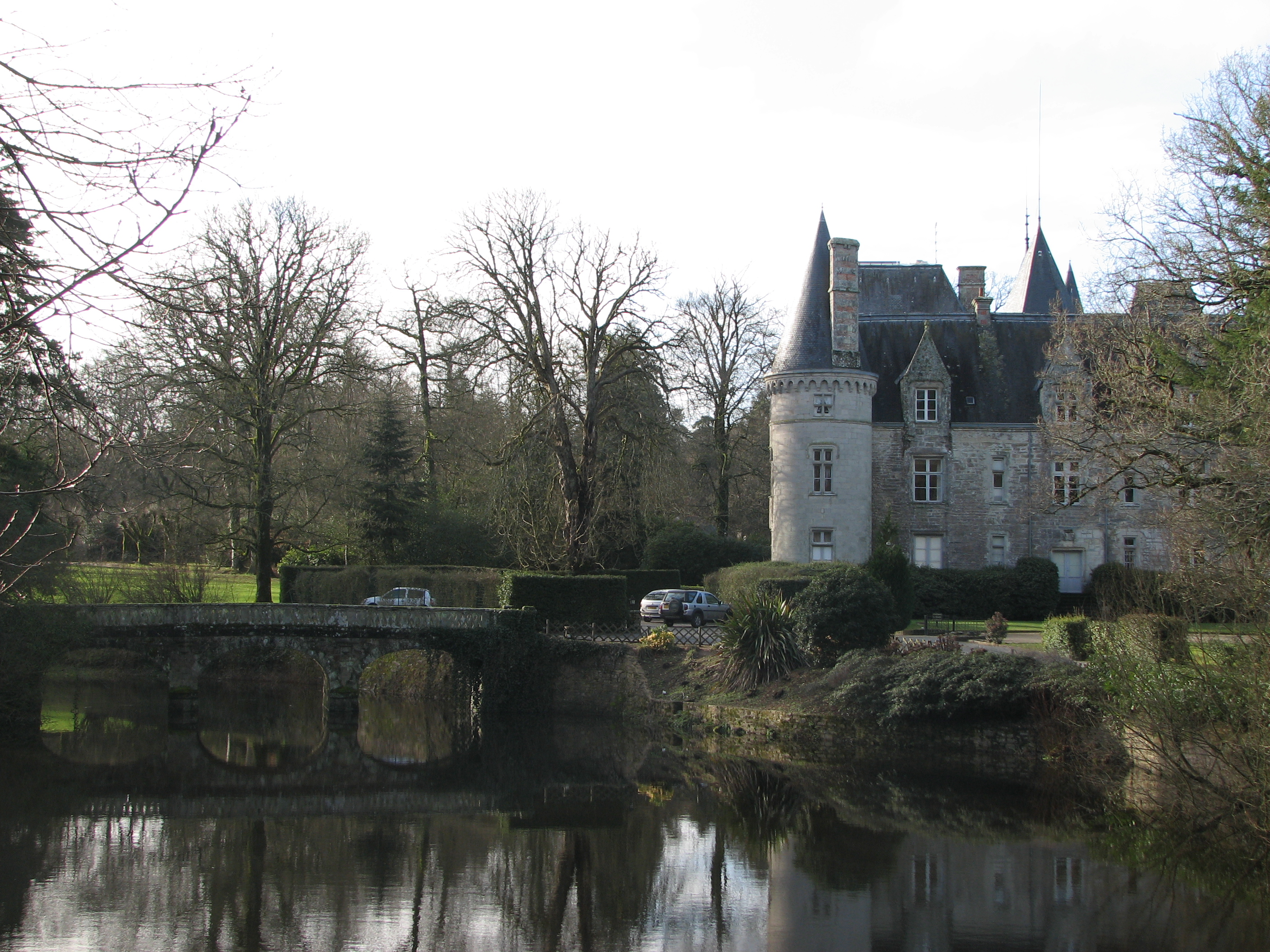
Kasteel Trédion
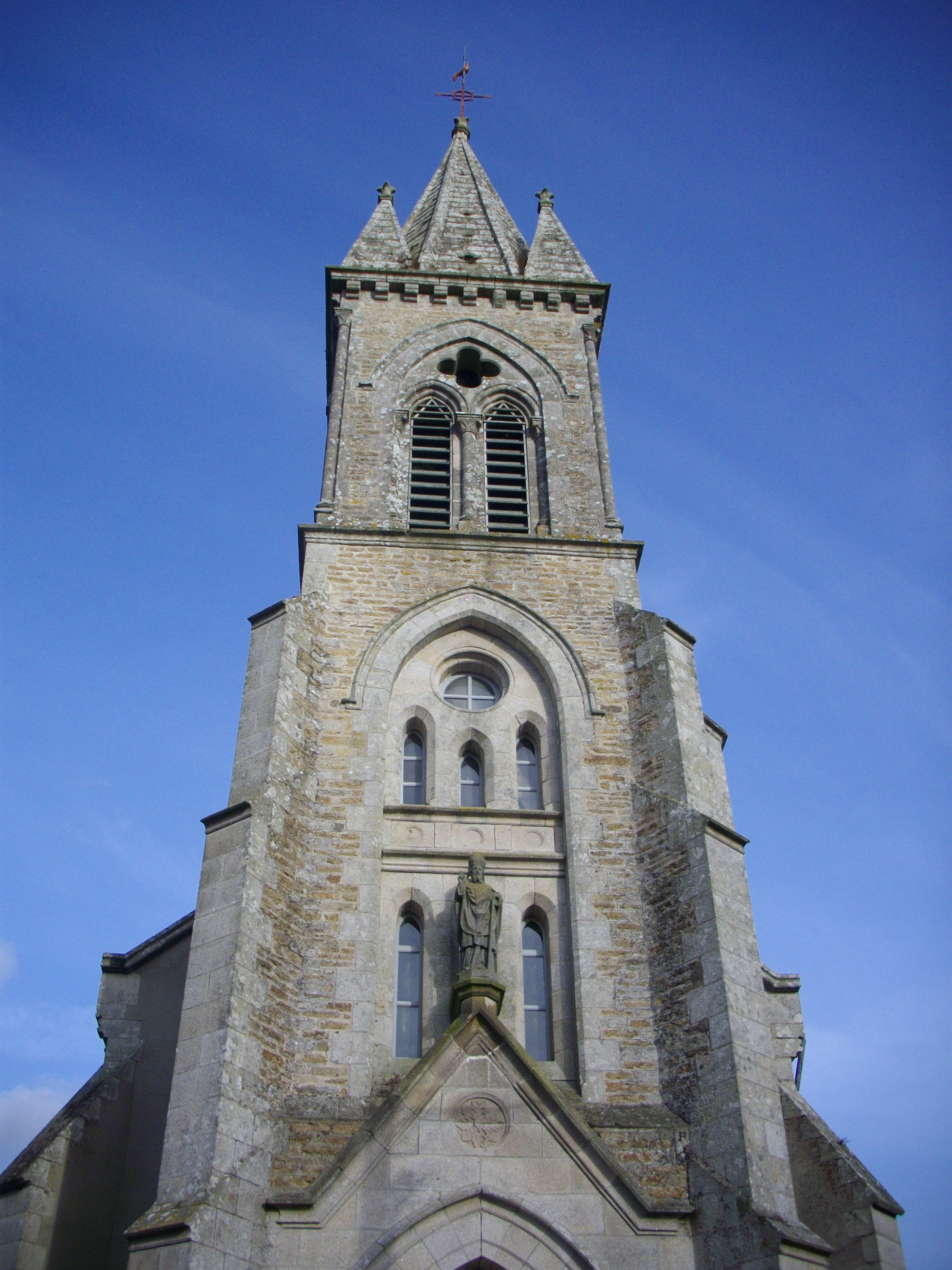
Kerktoren in Trédion
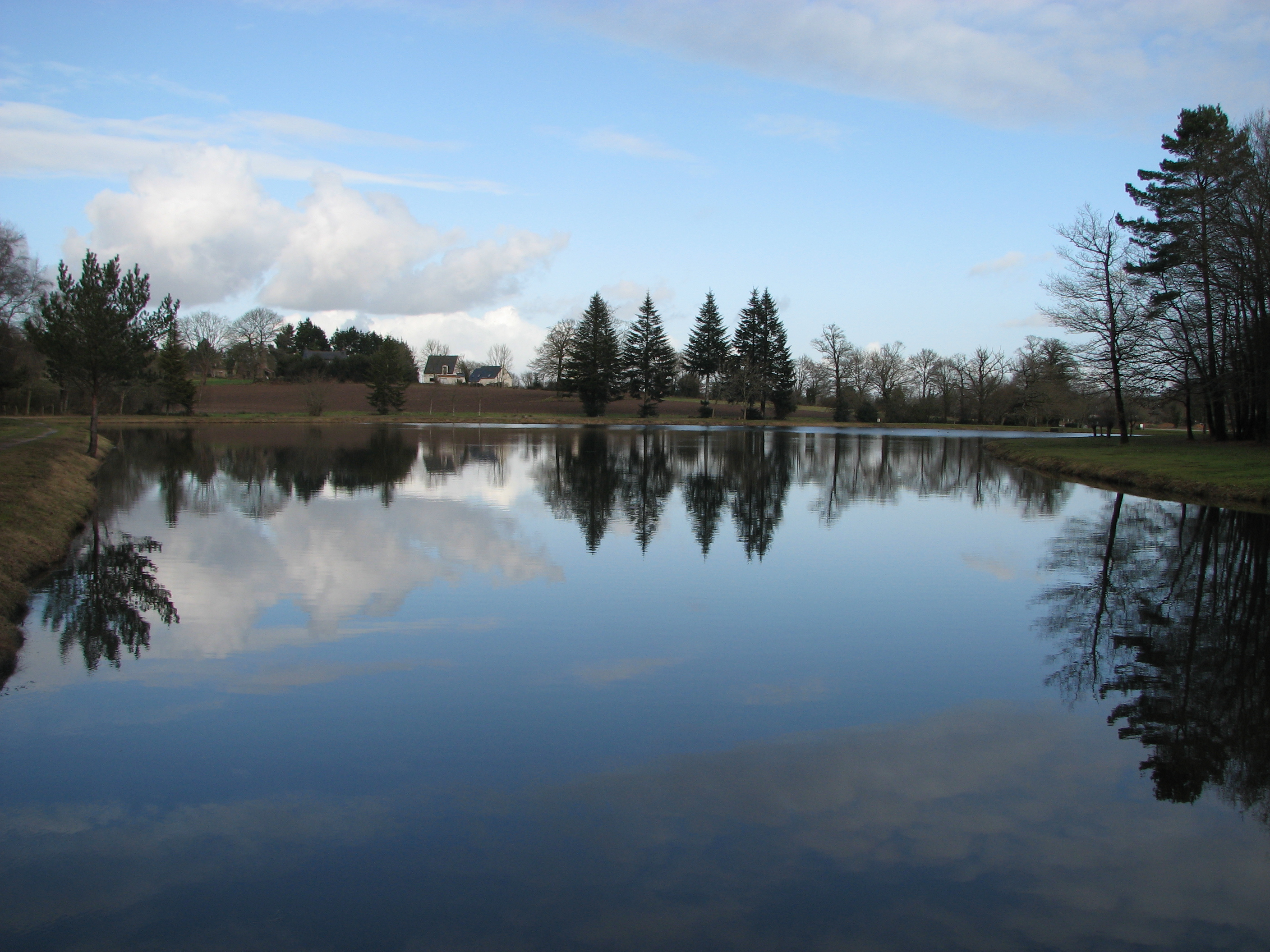
Meer bij Trédion

## Geografie
De oppervlakte van Trédion bedroeg op 1 januari 2022 25,76 vierkante kilometer; de bevolkingsdichtheid was toen 53,1 inwoners per km².

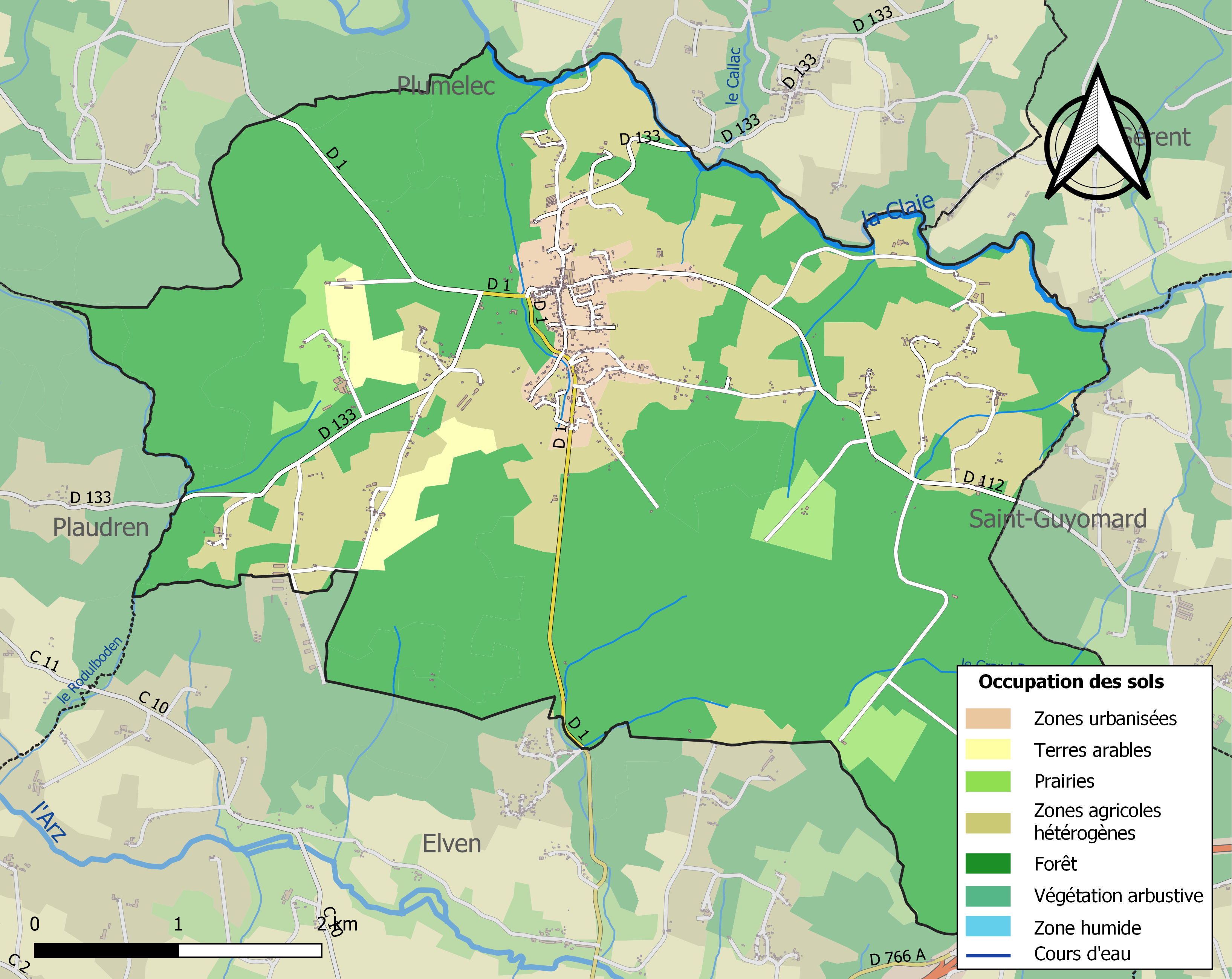
Kaart van de gemeente met de belangrijkste infrastructuur, bodemgebruik en omliggende gemeenten

## Demografie
Onderstaande figuur toont het verloop van het inwonertal, bron: INSEE-tellingen. 